# Казімеж Гурський
Казі́мєж Кла́удіуш Гу́рський (пол. Kazimierz Klaudiusz Górski; 2 березня 1921, Львів — 23 травня 2006, Варшава) — польський футболіст, тренер і футбольний функціонер. За підсумками голосування найавторитетнішого тижневика «Piłka Nożna» отримав нагороду у категорії «Найкращий польський тренер XX століття». У 1991—1995 роках був президентом Польського Футбольного Союзу (ПЗПН).

## Життєпис
Народився і виріс на Богданівці, де мешкав хлопцем у двоповерховому будинку приблизно на місці теперішнього ТЦ «Скриня». Навчався у львівській чоловічій гімназії імені Яна Кохановського (нині — Львівський художній ліцей), що на вул. Хотинській, 6.

## Футбольна кар'єра

### Клубна кар'єра
Виступав за львівські команди РКС, «Спартак» і «Динамо». Після вимушеної еміграції у 1945 р. перейшов до варшавської «Легії», де у 1953 році закінчив кар'єру футболіста.

### Кар'єра у збірній
Тільки одного разу виходив у складі національної збірної Польщі. 26 червня 1948 провів на полі 34 хвилини у міжнародному матчі проти Данії (0:8).

## Тренерська кар'єра
У 1952 році закінчив тренерські курси у Вищій школі фізичного виховання у Кракові, а у 1980 Вищу академію фізичного виховання у Вроцлаві.
У 1954 самостійно почав тренувати клуб «Маримонт» (Варшава). Першим професійним клубом була у 1959 варшавська «Легія», яку тренував ще двічі.
Також працював у командах: «Люблінянка» (Люблін), «Гвардія» (Варшава), ЛКС «Лодзь», «Панатінаїкос» (Афіни), «Касторія», «Олімпіакос» та «Етнікос». З «Панатінаїкосом» і «Олімпіакосом» ставав чемпіоном Греції.
У 1970—1976 роках головний тренер національної збірної Польщі, з якою здобув золоті медалі на Олімпійських іграх у Мюнхені (1972), срібні медалі (3-тє місце) на Чемпіонаті світу у ФРН (1974) і срібні медалі на Олімпійських іграх у Монреалі (1976). Очолював збірну у 73 матчах, в яких команда здобула 45 перемог.

## Титули та досягнення

### Тренерські
- Збірна Польщі
- Олімпійський чемпіон: 1972
- Срібний олімпійський призер: 1976
  - Срібний медаліст (3-тє місце) чемпіонату світу: 1974[2]
- «Панатінаїкос»
  - Суперліга Греції: 1976—77
  - Кубок Греції: 1976—77
- «Касторія»
  - Кубок Греції: 1979—80
- «Олімпіакос»
  - Суперліга Греції: 1980—81
  - Кубок Греції: 1980—81

## Вшанування
28 червня 2012 року польський Сейм ухвалив рішення про присвоєння Національному стадіону у Варшаві імені Казімежа Гурського.
20 листопада 2015 року у рідному місті Казімежа Гурського, в спортзалі Львівського інституту банківської справи Національного банку України проведений юнацький футбольний турнір, присвячений легендарному тренеру. По закінченню турніру львівському художньому ліцею, в приміщенні якого навчався Ґурський передали пам'ятну таблицю, для її встановлення на фасаді будинку навчального закладу.
Наприкінці травня 2017 року у Львові за участю керівництва міністерства молоді та спорту України та міністерства туризму і спорту Польщі відкрито меморіальну таблицю славній постаті в історії львівського футболу, видатному польському тренерові Казімежу Гурському, встановлену на фасаді львівського художнього ліцею, що на вул. Хотинській, 6.